# スラトコ

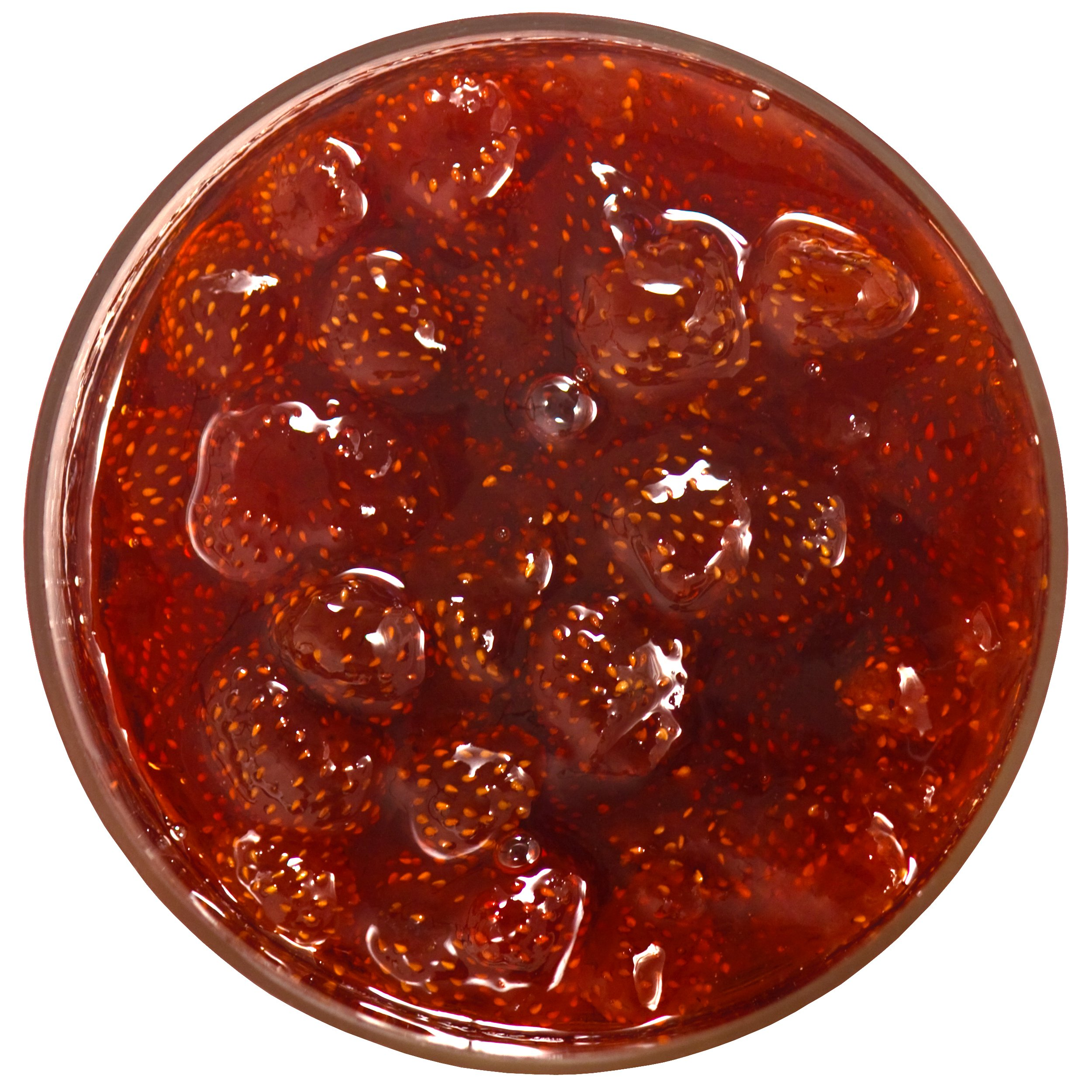
セルビアのエゾヘビイチゴのスラトコ

スラトコ（ブルガリア語：Сладко、セルビア語：Слатко）は、セルビアやブルガリアのジャム状の食品。ヨーロッパのユダヤ教徒の料理でもある。名称はブルガリア語やセルビア語で「甘い」という意味の語に由来する。
スラトコを作る際、まず水と砂糖を火にかけてシロップを作り、そこに果実を入れる点が西ヨーロッパのジャムの製法と異なるが、ブルガリアのスラトコはこの限りではない。シロップを先に作るジャム作りの製法は、ギリシャやルーマニアにも見られる。伝統的に、スラトコは小さなガラス製の皿に盛り、小さなさじとコップに入れた水と一緒にテーブルに置いて供する。
スラトコには、伝統的な西ヨーロッパのジャムには通常入らない様々な材料が使われることがある。たとえば、東方ユダヤ人の料理法として、蜂蜜で煮たハツカダイコンが用いられることがある。また、ニンジンやテーブルビートが用いられることもある。